# Клаус, Йозеф
Йозеф Клаус  (нем. Josef Klaus; 15 августа 1910 — 25 июля 2001) — австрийский консервативный политик, один из руководителей Австрийской народной партии; федеральный канцлер Австрии с 1964 по 1970 год.

## Политическая карьера
Йозеф Клаус был губернатором федеральной земли Зальцбург с 1949 по 1961 годы и членом Австрийской народной партии. Канцлер Юлиус Рааб представил его в качестве «молодого реформатора». Клаус занимал пост федерального министра финансов при Альфонсе Горбахе, а затем сменил его на посту канцлера. Клаус сформировал коалицию социал-демократов, когда Австрийская народная партия привела Клауса к победе на выборах. Первым шагом на посту канцлера стало соглашение с Европейским сообществом, завершившееся позднее вхождением Австрии в Европейский союз в 1995 году.

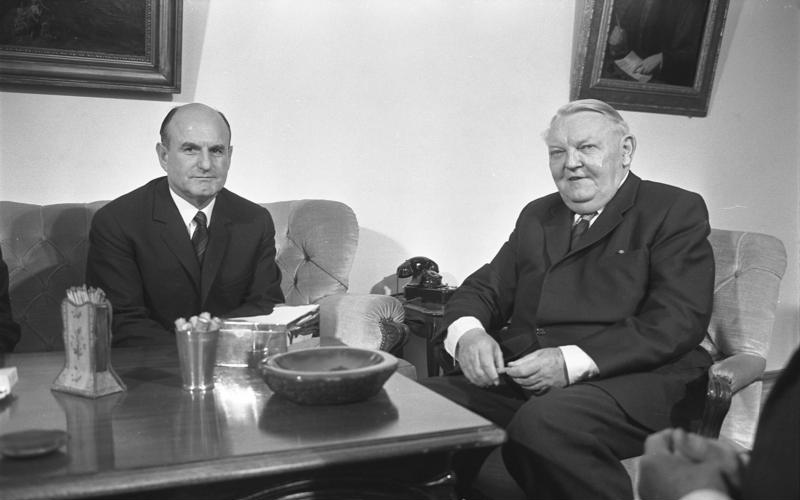
Йозеф Клаус и федеральный канцлер Германии Людвиг Эрхард.

Клаус провел множество реформ на посту канцлера, но проиграл на выборах в 1970 году Крайскому (Социалистическая партия Австрии), который стал канцлером.
Был депутатом Национального совета Австрии в течение трёх созывов (с 10-го по 12-й).